# Tiengemeten
Tiengemeten est une île néerlandaise située dans la commune de Hoeksche Waard, jusqu'en 2019 elle appartenait à dans l' ancienne commune de Korendijk, en Hollande-Méridionale. C'est une île fluviale dans le Haringvliet, un des bras du delta de la Meuse et de l'Escaut. Tiengemeten a une superficie de 10,5 km² et 11 habitants.
Dans les années 1990, l'île a changé de destination : de l'agriculture à la nature. Les agriculteurs ont dû cesser toute activité et l'île a été rachetée par l'association néerlandaise de préservation de la nature (Vereniging Natuurmonumenten).